# Selecció d'hoquei sobre patins masculina de Xile

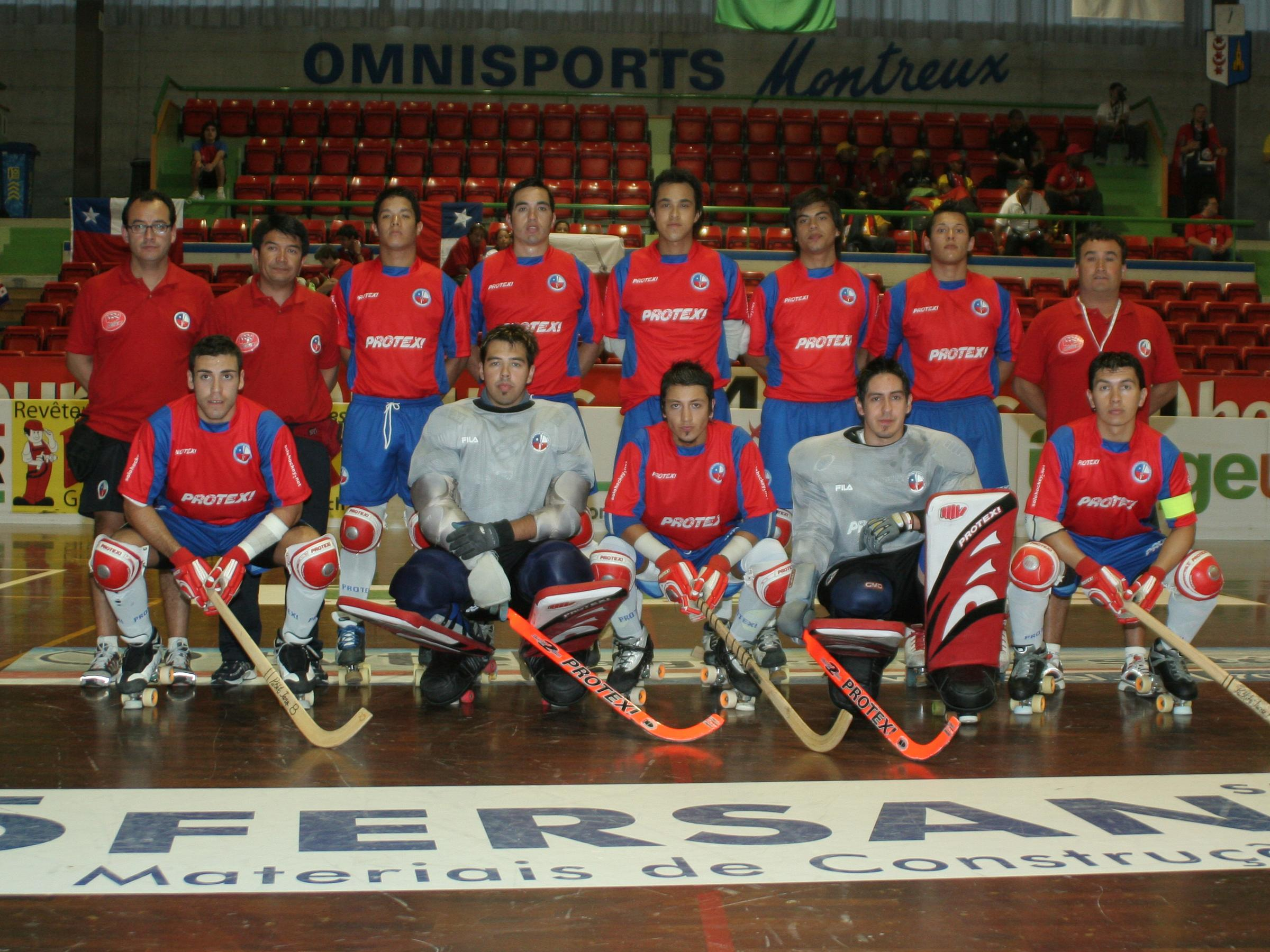
Selecció de Xile al Mundial 2007

La selecció d'hoquei sobre patins masculina de Xile és l'equip masculí que representa la Federació Xilena d'Hoquei i Patinatge (FCHP) en competicions internacionals d'hoquei sobre patins. La Federació Xilena es va fundar l'any 1941.
L'any 1998 va guanyar el Campionat del Món "B".

## Palmarès
- 1 Campionat del món "B" : 1998